# پی‌اس لون (۱۸۹۲)
پی‌اس لون (۱۸۹۲) (به انگلیسی: PS Lune (1892)) یک کشتی بود که طول آن ۱۲۹ فوت (۳۹ متر) بود. این کشتی در سال ۱۸۹۲ ساخته شد.